# Angelo Bandoni

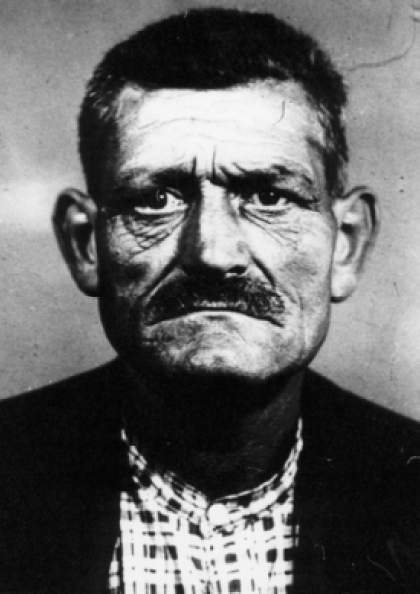
Angelo Bandoni

Foi um anarquista de origem (1868-1947) franco-italiana, que viveu no Brasil no período compreendido entre 1900 e 1947. Responsável por editar alguns periódicos que atingiram notoriedade entre o operariado, sobretudo nas cidades de São Paulo e Rio de Janeiro, Bandoni também organizou uma das primeiras experiências de escola no país atravessada por concepções libertárias e destinada aos filhos dos trabalhadores. Por este feito, passou a ser reconhecido, segundo alguns memorialistas que vivenciaram o seu mesmo espaço social e temporal, como “o professor”.

## Período no Estrangeiro
Angelo Bandoni nasceu em 2 de julho de 1868 em Bastia, uma cidade localizada ao norte da ilha da Córsega na região do mar Mediterrâneo. A ilha da Córsega, até o ano de 1768-9, sofreu grande influência política de diversos reinos, principalmente os italianos ainda não unificados, quando a partir desta data passou a pertencer ao domínio da França. Essa informação possui grande relevância, na medida em que demonstra ser Bandoni francês de nascimento, mas de cultura italiana.
Apesar da nacionalidade francesa, Bandoni tinha origem italiana por parte materna e paterna, pois ambos eram de Livorno. Pelo tempo que viveu em Bastia, é bem provável que fosse bilíngue, sendo conhecedor tanto do francês (talvez o corso) quanto do italiano. Após o nascimento de Angelo, a família Bandoni viveu na ilha francesa por mais 18 anos, quando ele, seu pai (Giovanni Bandoni) e seu irmão migraram em direção à Itália.
O motivo da imigração da família também é incerto, o mais provável seja o momento tenso nas relações diplomáticas vividas entre a Itália (nesse momento já unificada) e a França. Essa situação internacional fez com que aumentasse o conflito interno na ilha entre franceses e estrangeiros (a maioria italiana) produzindo um xenofobismo arraigado.
Outro ponto nebuloso é a origem social e econômica de Angelo Bandoni. Seu pai, durante os anos em que viveu em Bastia, era marbrier, uma espécie de artesão que trabalha com mármore cuja habilidade possivelmente tenha sido adquirida na região da Toscana, possuidora do maior polo marmoreiro da época em Carrara. Já Assunta Casanova, sua mãe, não deixou pistas sobre a sua trajetória.
De Bastia, a família Bandoni chega à cidade de La Spezia e se estabelece na região no ano de 1886. A trajetória de Angelo na Itália é um conjunto de “idas e vindas”. No momento em que aporta na península itálica, o anarquismo estava fervilhando e sofria intensa repressão por parte das autoridades italianas. No final do século XIX, o país era possuidor de uma massa trabalhadora ainda predominantemente agrária e artesã, que passava por grandes dificuldades e uma miséria crescente. O processo de industrialização na região norte do país e as periódicas crises econômicas geraram um expurgo de proletariados desempregados provocando uma profunda desigualdade social e entre regiões.
Tais condições favoreceram o desenvolvimento do movimento anarquista, sobretudo nas regiões da Toscana (seu berço), Firenze, Prato, Livorno, Massa, Carrara e dali foram ampliando o seu raio de propagação por toda a península até 1898, quando experimentou o seu processo de enfraquecimento em razão de uma intensa repressão. Fator preponderante no desenvolvimento dos ideais libertários foi a passagem de Bakunin na Itália entre os anos de 1864 a 1867, cujos ensinamentos colaboravam na formação de dois dos maiores expoentes do anarquismo italiano – Errico Malatesta e Carlo Cafieiro.
Uma das características essenciais do proletário italiano do final século XIX foi o estabelecimento de um nexo entre o pensamento e a ação, onde a camada mais baixa do proletariado, os braccianti (trabalhadores, jornaleiros ou boia-fria), em contato com um discurso teórico do socialismo, apropriou-se gradativamente das premissas teóricas anarquistas rejeitando, porém, as práticas de luta da pequena burguesia. O modelo de reação adotado por esse novo contingente anarquista contra a exploração de quem os dominava passou a ser sistemática: a realização de furtos campestres e o incremento dos bandos armados. Essa perspectiva justifica os incêndios e os atos de sabotagem como fazendo parte de uma ação coletiva coordenada e não mais somente de práticas individuais movidas pela fome e desespero. É dessa união entre as práticas isoladas adotadas pelos braccianti, com a teoria que sustenta o discurso libertário de ação direta, que surge um embrião socialista não legalitário entre estas camadas despossuídas da população.
Por consequência, duas vertentes do anarquismo na Itália se desenvolveram. O individualismo, aqui incluídos os insurrecionalistas, já desde a década de 1870 quando da perseguição aos trabalhadores internacionalistas após o fim da Comuna de Paris, e o chamado anarco-comunismo, a partir da concepção originária de Kropotkin e muito defendido por Malatesta desde seu regresso da Argentina ao final da década de 1880 (que serão tratadas posteriormente). Como a corrente individualista foi mais forte até quase o final do dezenove, percebe-se certa proximidade de Angelo Bandoni com esta vertente, tendo em vista algumas de ações à época de sua estadia na Itália. E que ações foram essas?
O jovem Bandoni não tinha endereço e nem destino certo, transitando por distintos lugares da costa tirrênica norte italiana. Todos esses sítios inclusive sob grande influência do anarquismo. Depois de registrar a sua primeira aparição em La Spezia (1886), os registros policiais apontam que havia sido preso na comuna de Lucca (1887), na região da Toscana, por contrabando de moeda falsa permanecendo privado de sua liberdade até final de 1890. Tendo cumprido a sua pena, Bandoni retorna pela segunda vez à La Spezia.
No mesmo ano que foi posto em liberdade, Bandoni foi condenado a cinco anos de reclusão por furto, roubo e uso de documento falso. Só que desta vez cumpriu pena na Argélia, colônia administrada pelo Estado da França, já que era francês nato. Em 1895, após ter saído da prisão, retorna pela terceira vez a La Spezia, ocasião em que foi novamente preso (por nove meses) e foi definitivamente expulso da Itália. Entre os anos de 1895 à 1900 há divergências nos registro policiais. Uma versão menciona que durante este período migrou clandestinamente para a Argentina, retornando à Itália anos depois. A segunda versão diz que veio para o Brasil e posteriormente retorna à comuna de La Spezia.
Em que pese tal divergência, cabe chamar a atenção para o grande número de delitos praticados por Bandoni. Na história do anarquismo, tanto na Itália quanto em determinadas ocasiões no Brasil, era comum ao militante anarquista se valer da prática do furto justificado como ação em prol de uma sociedade “na qual será abolido o privilégio da propriedade privada”.
Em maio de 1898, uma forte onda de repressão assolou os anarquistas. Com a deflagração da revolta contra o aumento do pão, as forças do rei Umberto I acertaram o cerne do movimento libertário na tentativa de reprimir os “subversivos”. Desta forma, iniciou-se uma sequência de expulsões e prisões por todo o país. Além disso, foi necessário empurrar essa massa proletária para um lugar distante e amenizar as tensões internas, o que foi providenciado pelo governo italiano através da imigração em massa para a América. Foi exatamente nesse contexto conflitante e de grande repressão, que Bandoni teve a sua expulsão decretada.

## Período no Brasil
No dia 05 de maio de 1900, Angelo Bandoni, a bordo do vapor Città di Genova, aportou no porto de Santos, no Estado de São Paulo. Veio sozinho em busca de novos rumos no novo mundo. Tinha apenas 30 anos e do Brasil jamais se mudou. Permaneceu no país e nele vivou por mais de 45 anos.
Diferente de inúmeros outros imigrantes de origem italiana que penetravam no solo brasileiro, Bandoni não veio “fazer a América” em busca de novas oportunidades de trabalho e prosperidade. Teria vindo, então, ajudar na disseminação da anarquia nos trópicos, já que o movimento estava em franca expansão? Bem, talvez. O mais certo é que o Brasil serviu de refúgio, pois já havia sido condenado à pena de prisão pela justiça francesa e italiana, sendo inclusive expulso da Itália. Sem rumo e sem direção, o jeito foi apostar no continente americano.
Quando chegou ao país, residiu em uma área rural na zona oeste do Estado de São Paulo, Água Virtuosa. Possivelmente nesse momento deve ter trabalhado no campo como colono agrícola, fenômeno muito comum junto aos italianos recém-chegados ao país no final do oitocentos. Em um segundo momento, muda o local de sua residência para o centro urbano paulistano, mais especificamente no bairro do Bom Retiro (região onde abrigou grande quantidade de imigrantes italianos).
A escravidão havia sido recentemente abolida (1888) e a República acabara de ser proclamada (1889) quando adentrou ao país. O parque industrial nacional ainda era muito incipiente e se restringia ao Estado de São Paulo e Rio de Janeiro. Quer dizer, o movimento de trabalhadores operários ainda estava germinando. Portador de certo capital libertário adquirido no exterior, assim como diversos militantes, Bandoni contribuirá ativamente na formação da massa trabalhadora organizada, sobretudo propagando as ideias anarquistas.
As suas ações libertárias tiveram maior ênfase na propaganda e na informação dos trabalhadores. As práticas mais subversivas e diretas, aquelas cometidas no estrangeiro, haviam sido deixadas para trás. Entrava em cena agora um novo Bandoni, mais intelectualizado e maduro. Tanto é assim, que durante o período em que esteve no Brasil, escreveu em diversos periódicos e também foi responsável pelas edições de alguns outros que ganharam notabilidade. Além disso, realizou conferências, organizou escolas e ainda teve tempo para escrever poesias.
A título de conhecimento, cabe realizar um breve panorama cronológico dos seus escritos. Sua ação anarquista como articulista é intensa desde os meses em que pôs os pés em solo brasileiro. Em novembro de 1900 assina alguns artigos no periódico Palestra Social, cuja direção pertencia ao anarquista Tobia Boni. No ano seguinte, em maio de 1901, realizou a sua primeira conferência no Brasil, Ragio e Amore. Naquele mesmo ano, atua na formação de Circolo Educativo Libertario Germinal, o qual realiza no dia 21 de julho a conferência La Protesta Umana, que inclusive veio a ser publicado como o seu primeiro opúsculo. Produto do círculo libertário Germinal, em fevereiro de 1902, Bandoni funda um periódico com o mesmo título, exercendo a sua direção até a edição de n.11, quando Duilio Bernardoni o substitui nessa função. Bandoni volta a dirigir o periódico (a partir da edição n. 1 do ano III) até março de 1904, quando finalmente o jornal deixa de circular.
Em outubro de 1902, Bandoni reaparece como redator do suplemento do periódico Germinal – La Gogna, que possuiu apenas um único número. Em novembro do mesmo realiza uma terceira conferência em homenagem aos Mártires de Chicago, o que segundo consta, contou com participação de cerca de oitenta expectadores. Dessa conferência, resultou a publicação de um segundo opúsculo, I Martiri di Chicago. Depois dessa segunda conferência, Bandoni ainda realizou mais três outras: Quatro fasi dela Protesta Umana, Pro e Contra L’esistenza di Dio e, por fim, Egoismo e Altruismo. Algumas delas são propagandeadas nas páginas do famoso jornal O Amigo do Povo do anarquista Neno Vasco.
A partir de 1904, contribuiu recorrentemente nas páginas do implacável jornal editado por seu grande companheiro de luta Oreste Ristori, o La Battaglia. Neste grupo, Bandoni passou a escrever ao lado de anarquistas que tiveram grande atuação na imprensa libertária. Além do próprio Ristori, teve contato com o antigo amigo Duilio Bernardoni, Tobia Boni, Alessandro Cerchiai e Gigi Damiani. Quando o La Battaglia chegou a seus momentos finais (1912), passa a ser editado sob outro nome – La Barricata, o qual teve sobrevida até outubro de 1913. Bandoni também participou como redator em algumas edições.
Em julho de 1913, faz presença no periódico organizado pelo anarquista Alessandro Cerchiai, La Propaganda Libertaria. Dois anos depois, em 1915, Bandoni organizou o periódico Guerra Sociale, que ousaria fazer as vezes do La Battaglia de Ristori. Foi diretor-responsável até a edição de n. 16, quando Gigi Damiani assume a direção. Este jornal durou até o ano de 1917 e teve papel crucial na organização da greve geral de São Paulo em 1917. No ano de 1919, editou o jornal Alba Rossa, contribuindo até a edição de n. 11. O jornal teve breve duração, intercalada por sucessivas interrupções, encerrando as suas atividades definitivamente em 1934. Bandoni havia deixado o Alba Rossa em 1919 para dar prosseguimento ao seu antigo periódico – o Germinal!, que encerra no mesmo ano. Seu último escrito que se tem conhecimento é o quarto opúsculo intitulado, La Fatalità Storica dela Rivoluzione Sociale, publicado em 1921.

## Ações como educador
Além de grande articulista, Bandoni também tem sido reconhecido por suas ações no campo da educação libertária. A sua prática pedagógica, que vai se aperfeiçoando e se profissionalizando com o decorrer do tempo de estadia no Brasil, ganhou reconhecimento, inclusive, no interior da comunidade italiana a qual fez parte.
Após ter-se deslocado do interior paulista em direção ao centro urbano da capital paulistana, Bandoni passa a ser reconhecido pela alcunha: o professor, tamanho o seu vínculo com a arte do ensino. Essa experiência pedagógica foi sendo adquirida na prática cotidiana e na aplicação de um método específico baseado em suas leituras.
Seja como for, já nos primeiros anos de Brasil, o professor desenvolveu algumas, se não a primeira, experiências de escolas inspiradas nas concepções libertárias. Foi no então bairro em que residia – Bom Retiro – que fundou a Escola Libertária Germinal. A notícia sobre a escola reverberou pela imprensa anarquista, que inclusive passou a noticiar informações que revelam alguns detalhes de seu funcionamento e localização. Foi o caso do periódico Amigo do Povo de 26 de janeiro de 1904:
Há 15 meses que funciona com êxito verdadeiramente surpreendente no Bairro do Bom Retiro (Rua Solon, 138) uma escola elementar racionalista, para ambos os sexos. A praticabilidade e a rapidez dos métodos aplicados nesta escola souberam despertar tantos interesses e tantas simpatias que, hoje, um bom núcleo sempre crescente de homens de boa vontade assegura-lhe o material escolar para distribuir, gratuitamente, todo o ano, aos alunos e - com uma cota mensal de 500 réis a título de incitamento - permite reduzir o pagamento mensal de cada criança a 2$500 réis. Quem duvide da superioridade do ensino libertário sobre qualquer outros métodos, é convidado a visitar a nossa escola, das 9 horas ao meio-dia e da 1 às 3 da tarde. Trabalhadores: Pensai no futuro de vossos filhos.
A Escola Libertária Germinal teve funcionamento até junho de 1905, quando foi obrigada a interromper suas atividades, pois não conseguiu mais se sustentar financeiramente. Porém, o aguerrido professor não desistiria tão fácil. Dois anos depois, deu continuidade ao seu projeto inicial. Seguindo os mesmos moldes da experiência anterior, em setembro de 1907 pôs em funcionamento a segunda fase da Escola Libertária Germinal. Novamente a inauguração ganhou as páginas da imprensa anarquista, só que nessa vez foi nas páginas do jornal La Battaglia:
Estamos, de verdade, honrados de poder anunciar, que por plausível iniciativa de um grupo de voluntários - virá reaberta no rincão do Bom Retiro, A ESCOLA LIBERTÁRIA GERMINAL. Os iniciadores estão organizando uma quermesse libertária para fazer frente às despesas de implantação.
O objetivo das escolas adeptas às concepções libertárias era ocupar um espaço onde o poder público ainda não atuava, já que a educação pública, nos primeiros anos da república, resumia-se a algumas “escolas existentes nas áreas burguesas da cidade que dificilmente conseguiam ser frequentadas pelos filhos dos operários”. Agindo em outra zona onde ação Estatal era omissa, a Igreja oferecia o seu ensino clerical pago para a parcela restante da burguesia.
Diante da escassez de oportunidades, restava ao filho do operário tentar uma “remotíssima vaga na escola oficial ou pagar caro pelo ensino religioso”. A bem da verdade é que maioria dos filhos do proletariado não frequentava a sala de aula. O ambiente era propício para o desenvolvimento de uma educação de base popular de tendência libertária, buscando garantir um mínimo de educação aos filhos do operariado e fazer frente às realidades sociais.
Entretanto, não se tratou de qualquer modelo educacional. Reinava entre o proletariado adeptos dos ideais libertários a educação racional. Este modelo por sua vez representou um ensino de caráter científico, empírico, onde os anarquistas “concebiam a escola como uma comunidade que deveria estar organizada segundo os valores fundamentais de uma sociedade libertária”. Ou seja, igualdade, liberdade, solidariedade, anticlericalismo e antiestatal deveriam ser os pilares da comunidade escolar. Além disso, as escolas racionais caminharam na vanguarda e inovaram implementando modelos de ensino que possibilitavam o convívio de crianças de sexos diferentes na mesma sala de aula.
Até que o modelo do famoso catalão Francisco Ferrer, com sua escola moderna e seu método racionalista, entrasse em voga entre os anarquistas no Brasil, as primeiras experiências buscaram constituir escolas com métodos e concepções que possuíssem um programa de ensino libertário. O próprio Angelo Bandoni, em sua Escola Germinal, aplicou um método de ensino denominado mnemológico-resolutivo, que veio sofrer críticas contundentes pelos próprios anarquistas. O método da escola moderna de Ferrer, possuidora de uma maior qualidade, sobretudo do ponto de vista técnico, foi atropelando todas as outras experiências pedagógicas. Até o modelo do Bandoni não resistiu e foi posto em dúvida por seus companheiros. Contudo, esse ainda não era o fim. Com o insucesso das primeiras escolas, o professor ainda esteve envolvido em outros projetos.

## Luta contra o Fascismo
Os primeiros anos da década de 1920, para fins desse trabalho, representa a última fase das ações de Angelo Bandoni como anarquista aguerrido, principalmente sendo responsável por dirigir um veículo propagandístico da imprensa libertária.
O jovem Bandoni de um passado remoto atingia agora a idade de 50 anos e 20 anos de permanência no Brasil. Aquela década (1920), de um modo geral, foi uma época espinhosa para a classe proletária organizada no país. Após parte do operariado nacional experimentar uma efervescência em 1917 e 1918, a repressão policial e uma onda de expulsão de estrangeiros atingiu em cheio os libertários.
Em seu continente de origem, as coisas não iam nada bem. O fim da Primeira Guerra Mundial havia deixado um espólio terrível de inúmeras baixas, instabilidades políticas e econômicas que contribuíram para o aumento de uma massa proletária ainda mais carente. Para acrescentar, a Revolução bolchevique de 1917 despertou um horizonte de possibilidade de mudança da ordem social. Especialmente no caso italiano, após os anos do Biennio Rosso, uma onda reacionária ganhava intensidade com o objetivo de frear a possibilidade de uma revolução social na península itálica. Assumindo a dianteira desse conservadorismo político, emergem os fasci di combattimento, germe do Fascismo propriamente dito, comandados por seu líder Benito Mussolini.
Seja no plano internacional ou no Brasil, a resistência a esse conservadorismo autoritário não era um mero capricho, mas sim uma necessidade. O dever chamava o velho anarquista – o professor, com seus cabelos brancos tingidos com uma tinta de baixa qualidade. Como um último suspiro, Bandoni no ano de 1919, junto a outros velhos companheiros, funda o grupo editorial do jornal Alba Rossa e renova os laços com a Anarquia, que nesse momento cambaleava enfraquecida e perdera alguns dos seus maiores militantes.
O Alba Rossa foi um jornal anarquista com diversas propostas, mas sobretudo com a pretensão de informar os trabalhadores italianos no Brasil acerca dos movimentos revolucionários no mundo e especialmente na Itália. Assumiu também a primazia na luta de resistência ao fascismo (nas edições publicadas a partir 1920), todavia, este embate assumiu uma pretensão secundária nas páginas do periódico.

## Momentos Finais
Os últimos momentos da vida de Bandoni não são precisos. Os seus artigos vão pouco a pouco desaparecendo das páginas da imprensa anarquista remanescente. As suas pegadas somem, mas alguns de seus rastros ainda são encontrados até meados da década de 1940. Permanece morando no mesmo bairro (Bom Retiro) com a sua esposa. O local de seu falecimento também é desconhecido. Ao que se sabe, não morreu como um mártir como tantos outros anarquistas. Provável que tenha deixado a vida pelo avançar da idade, o corpo cansado e vencido pela velhice, mas com a mente convicta de seu anarquismo. 
Os anos 1940 no Brasil foram exigentes com os libertários. Encontravam-se espremidos; de um lado o trabalhismo varguista e a repressão do Estado Novo; do outro, o comunismo ganhava terreno entre a classe proletária. Diante desta realidade, certamente a sua trajetória e seus escritos à época não foram reconhecidos por seus pares e caíram no esquecimento dos frios dados estatísticos. Assim, acabou não sendo lembrado nem pelos anarquistas organizados que sobraram, nem pela atual escrita da história (ou historiografia) sobre o respectivo tema.